# Montefusco
Montefusco – miejscowość i gmina we Włoszech, w regionie Kampania, w prowincji Avellino.
Według danych na 1 stycznia 2022 roku gminę zamieszkiwało 1213 osób (605 mężczyzn i 608 kobiet).